# Chang (Film)
Chang (Originaltitel Chang: A Drama of the Wilderness) ist ein US-amerikanischer semi-dokumentarischer Abenteuerfilm von Merian C. Cooper aus dem Jahr 1927. Das Wort Chang im Originaltitel dieses Stummfilms ist das thailändische Wort für Elefant.

## Inhalt
Im Dschungel von Siam lebt Kru mit seiner Familie, zu der seine Frau Chantui, sein Sohn Nah und seine Tochter Ladah gehören. Der Reisbauer besitzt zudem Vieh und einen Affen, der zum Haushalt gehört. Die Familie lebt vom Reisanbau. Die wilden Tiere des Dschungels setzen ihnen immer wieder zu. So wird die Ziege der Familie von einem Leoparden angegriffen und der Wasserbüffel, den die Familie beim Reisanbau als Hilfe bei der Ernte einsetzt, wird von einem Tiger gerissen. In Acht nehmen muss man sich auch vor Schlangen, die das Unterholz durchstreifen.
So kommt Kru nicht umhin, etwas zu unternehmen. Er organisiert mit anderen Bauern der Gegend eine kriegerische Gruppe, die die Angriffe der Raubtiere abwehren soll. Es gelingt den Männern einen riesigen Tiger zu töten. Allerdings zerstört eine Elefantenherde nicht nur Krus Reisplantage, sondern richtet auch großen Schaden im benachbarten Dorf an, das nahezu zerstört wird. Eine Jagd auf die Elefanten wird veranstaltet. Die Tiere werden eingepfercht und gezähmt. Kru kehrt zu seiner Plantage zurück, baut sein Haus wieder auf und hat keine andere Wahl, als sein gefährliches Leben weiterzuleben.

## Produktion, Hintergrund
Gedreht wurde an Originalschauplätzen in Thailand. Die Darsteller waren einheimische Bauern.
Die Elefanten waren im Besitz des damaligen Königs von Siam und wurden für die Dreharbeiten gemietet. Die Dschungeltiere wurden freilaufend gefilmt, was für die Filmcrew und die Dorfbewohner ein ständiger Gefahrenherd war.
Die Uraufführung des Films fand am 29. April 1927 in New York statt. In Deutschland erschien der Film erstmals 1927 im Verleih der Parufamet unter dem Titel Chang, der König des Dschungels. und nach dem Krieg am 22. März 1993 im Rahmen einer Fernsehpremiere im dritten Programm des WDR.
Die Illustrationsmusik für die deutsche Aufführung in Berlin im UFA-Pavillon am Nollendorfplatz 1927 stellte Werner Richard Heymann zusammen. Das Kinoorchester dirigierte Richard Ettlinger (1894–1960). Der Musik- und Theaterkritiker Dr. Franz Wallner-Basté schrieb in der August/September-Ausgabe der Filmmusik-Rundschau lobend über die Aufführung mit Heymanns Musik:

„… ‘Chang’ dem er großflächig, ohne sich weiter in Einzelschilderungen zu verlieren, stimmungsvoll sein Dschungel-Kolorit gibt, kulminierend im malmenden Pauken- und Blechbläser-Ansturm der wütenden Elephantenherde. Das beachtliche Orchester des Nollendorf-Pavillons steht unter Richard Ettlingers Leitung, eines, der für die Filmmusiken der UFA auf verborgenem Posten schon viel Wertvolles geleistet hat.“

## Rezeption

### Kritik
Das Lexikon des internationalen Films sprach von einer „spannende[n] und sorgsam strukturierte[n] Geschichte“.
Mordaunt Hall von der New York Times lobte das lebhafte und spannende Konzept, der Film sei lebendig und spannend und zeige den Kampf der Menschen im nordsiamesischen Dschungel ums Überleben. Das Wildnisdrama von Ernest Schoedack und Merian C. Cooper sei ein unübliches Stück Arbeit mit klugem Szenenaufbau, eine spannende Dschungelstudie.
Die Variety befand, dass der Film mehr Spannung biete als andere Filme dieser Art und verwies zudem auf die offensichtliche Gefahr, der die Kameramänner wohl ständig ausgesetzt gewesens seien.
Die BBC schrieb, Cooper und Schoedsack arbeiteten nach folgenden Kriterien: Entfernung, Schwierigkeit und Gefahr. Alle drei Kriterien würden in dem Film befolgt.

### Auszeichnung
Bei der ersten Oscarverleihung 1929 wurde der Film für den Oscar in der Kategorie „Beste künstlerische Produktion“ nominiert.